# Matemáticas de la relatividad general
Al estudiar y formular la teoría de la relatividad general concebida por Albert Einstein, se utilizan varias estructuras y técnicas matemáticas. Las principales herramientas utilizadas para modelizar la geometría según la teoría de la gravedad son los campos tensoriales definidos sobre una variedad Lorentziana que representa el espacio-tiempo. Este artículo es una descripción general de las herramientas matemáticas implicadas en la relatividad general.
Nota: Los artículos de relatividad general que utilizan tensores utilizarán notación indexada abstracta.

## Tensores
El principio de covarianza general fue uno de los postulados centrales en el desarrollo de la relatividad general. Afirma que las leyes de la física deben tomar la misma forma matemática en todos los sistemas de referencia. El término "covarianza general" se utilizó en la formulación inicial de la relatividad general, pero ahora se suele hacer referencia al principio como "covarianza del difeomorfismo".
La covarianza del difeomorfismo no es la característica definitoria de la relatividad general, [1] y persisten controversias sobre su estado actual en la relatividad general. Sin embargo, la propiedad de invariancia de las leyes físicas implícita en el principio, junto con el hecho de que la teoría es esencialmente de carácter geométrico (haciendo uso de geometrías no euclídeas), sugirió que la relatividad general se formulara utilizando el lenguaje de los tensores, lo que se analizará más adelante.

## El espacio-tiempo como variedad
La mayoría de los enfoques matemáticos modernos de la relatividad general comienzan con el concepto de variedad. Más precisamente, la construcción física básica que representa la gravedad (un espacio-tiempo curvo), está modelada por una variedad lorentziana de cuatro dimensiones suave y conexa. Otros descriptores físicos están representados por varios tensores, que se analizan a continuación.
La razón para elegir una variedad como estructura matemática fundamental es reflejar determinadas propiedades físicas deseables. Por ejemplo, en la teoría de variedades, cada punto está contenido en un sistema de coordenadas (de ninguna manera único), y se puede considerar que este sistema representa el "espacio-tiempo local" alrededor del observador (representado por el punto). El principio de covarianza local de Lorentz, que establece que las leyes de la teoría de la relatividad especial se cumplen localmente sobre cada punto del espacio-tiempo, brinda mayor apoyo a la elección de una estructura múltiple para representar el espacio-tiempo, ya que localmente alrededor de un punto en una variedad general, la región "parece" , o se aproxima mucho al espacio-tiempo de Minkowski (un espacio-tiempo plano).
La idea del manejo de distintos sistemas de coordenadas considerándolos como "observadores locales que pueden realizar mediciones en sus proximidades" también tiene sentido desde el punto de vista físico, ya que así es como se recopilan los datos físicos: localmente; aunque para problemas cosmológicos un único sistema de coordenadas puede ser suficiente.

### Estructura local frente a estructura global
Una distinción importante en física es la diferencia entre estructuras locales y globales. Las mediciones en física se realizan en una región relativamente pequeña del espacio-tiempo y esta es una de las razones para estudiar la estructura local del espacio-tiempo en la relatividad general, mientras que determinar la estructura del espacio-tiempo global es importante, especialmente en problemas cosmológicos.
Un problema importante en la relatividad general es saber cuándo dos espacio-tiempos son "iguales", al menos localmente. Este problema tiene sus raíces en la teoría de variedades, donde se determina si dos variedades de Riemann de la misma dimensión son localmente isométricas ("localmente iguales"). Este último problema ha sido resuelto, y su adaptación a la relatividad general se denomina algoritmo de Cartan-Karlhede.

## Tensores en la relatividad general
Una de las profundas consecuencias de la teoría de la relatividad fue la invalidación de la idea de la existencia de sistemas de referencia preferentes. La descripción de los fenómenos físicos no debería depender de quién realiza las mediciones: un sistema de referencia debería ser tan bueno como cualquier otro. La teoría de la relatividad especial demostró que ningún sistema de referencia inercial tenía preferencia sobre cualquier otro sistema de referencia inercial, pero sus predicciones encajaban perfectamente en los sistemas de referencia inerciales, pero no así en los no inerciales. La relatividad general eliminó la preferencia por los sistemas de referencia inerciales, al demostrar que no existe ningún sistema de referencia preferente (inercial o no) para describir la naturaleza.
Cualquier observador puede realizar mediciones y las cantidades numéricas precisas obtenidas solo dependen del sistema de coordenadas utilizado. Esto sugirió una forma de formular la relatividad utilizando "estructuras invariantes", aquellas que son independientes del sistema de coordenadas (representado por el observador) utilizado, pero que aun así tienen una existencia independiente. La estructura matemática más adecuada parecía ser un tensor. Por ejemplo, cuando se miden los campos eléctricos y magnéticos producidos por una carga acelerada, los valores de los campos dependerán del sistema de coordenadas utilizado, pero se considera que los campos tienen una existencia independiente, esta independencia está representada por el tensor de campo electromagnético.
Matemáticamente, los tensores son operadores lineales generalizados: aplicaciones multilineales. Como tales, las ideas del álgebra lineal se emplean para estudiar tensores.
En cada punto {\displaystyle p} de una variedad se pueden construir los espacios tangente y las cotangente de la variedad en ese punto. Los vectores (a veces denominados vectores contravariantes) se definen como elementos del espacio tangente y los covectores (a veces denominados vectores covariantes, pero más comúnmente vectores duales o 1-formas) son elementos del espacio cotangente.
En {\displaystyle p}, estos dos espacios vectoriales se pueden usar para construir tensores del tipo {\displaystyle (r,s)}, que son aplicaciones multilineales de valor real que actúan sobre la suma directa de {\displaystyle r} copias del espacio cotangente con {\displaystyle s} copias del espacio tangente. El conjunto de todas estas aplicaciones multilineales forma un espacio vectorial, llamado espacio producto tensorial de tipo {\displaystyle (r,s)} en {\displaystyle p} y denotado por {\displaystyle (T_{p})_{s}^{r}M.}. Si el espacio tangente es n-dimensional, se puede demostrar que {\displaystyle \dim(T_{p})_{s}^{r}M=n^{r+s}.}
En la literatura sobre la relatividad general, es habitual utilizar la sintaxis tensorial de las componentes.
Un tensor de tipo {\displaystyle (r,s)} se puede escribir como
{\displaystyle T={T^{a_{1}\dots a_{r}}}_{{b_{1}}\dots {b_{s}}}{\frac {\partial }{\partial x^{a_{1}}}}\otimes \dots \otimes {\frac {\partial }{\partial x^{a_{r}}}}\otimes dx^{b_{1}}\otimes \dots \otimes dx^{b_{s}}}
donde {\textstyle {\frac {\partial }{\partial x^{a_{i}}}}} es una base para el espacio tangente i-ésimo y {\displaystyle dx^{b_{j}}} una base para el espacio cotangente j-ésimo.
Como se supone que el espacio-tiempo tiene cuatro dimensiones, cada índice de un tensor puede tener uno de cuatro valores. Por lo tanto, el número total de elementos que posee un tensor es igual a 4R, donde R es el recuento del número de índices covariantes {\displaystyle (b_{i})} y contravariantes {\displaystyle (a_{i})} en el tensor, {\displaystyle r+s} (un número llamado rango del tensor).

### Tensores simétricos y antisimétricos
Algunas cantidades físicas están representadas por tensores, no todos cuyos componentes son independientes. Ejemplos importantes de tales tensores incluyen tensores simétricos y antisimétricos. Los tensores antisimétricos se usan comúnmente para representar rotaciones (por ejemplo, el tensor de vorticidad).
Aunque un tensor de rango R genérico en 4 dimensiones tiene 4R componentes, las restricciones del tensor, como la simetría o la antisimetría, sirven para reducir el número de componentes distintos. Por ejemplo, un tensor simétrico de rango dos {\displaystyle T} satisface que {\displaystyle T_{\alpha \beta }=T_{\beta \alpha }} y posee 10 componentes independientes, mientras que un tensor antisimétrico de rango dos {\displaystyle P} satisface que {\displaystyle P_{\alpha \beta }=-P_{\beta \alpha }} y tiene 6 componentes independientes. Para rangos mayores que dos, los pares de índices simétricos o antisimétricos deben identificarse explícitamente.
Los tensores antisimétricos de rango 2 juegan un papel importante en la teoría de la relatividad. El conjunto de todos estos tensores, a menudo llamados bivectores, forma un espacio vectorial de dimensión 6, a veces llamado espacio bivectorial.

### Tensor métrico
El tensor métrico (que a menudo se denomina simplemente "la métrica") es un objeto central en la relatividad general, que describe la geometría local del espacio-tiempo (como resultado de resolver las ecuaciones del campo de Einstein). Usando la aproximación de campo débil, también se puede considerar que el tensor métrico representa el "potencial gravitatorio".
La métrica es un tensor simétrico, una potente herramienta matemática. Además de las operaciones de subir y bajar índices tensoriales, también genera conexiones que se utilizan para construir las ecuaciones del movimiento sobre líneas geodésicas derivadas del tensor de curvatura.
Una forma conveniente de expresar el tensor métrico en combinación con los intervalos incrementales de distancia de coordenadas con los que se relaciona es a través del elemento de línea:
{\displaystyle ds^{2}=g_{ab}\,dx^{a}\,dx^{b}}
Esta forma de expresar la métrica fue utilizada por los pioneros de la geometría diferencial. Si bien algunos físicos relativistas consideran que la notación está algo pasada de moda, la mayoría cambian fácilmente entre esta y la notación alternativa:
{\displaystyle g=g_{ab}\,dx^{a}\otimes dx^{b}}
El tensor métrico se escribe comúnmente como una matriz de 4×4. Esta matriz es simétrica, y por tanto, tiene 10 componentes independientes.

### Invariantes
Una de las características centrales de la relatividad general es la idea de invariancia de las leyes físicas, que se puede describir de muchas maneras, como por ejemplo, en términos de la covarianza local de Lorentz, del principio general de la relatividad o de la covarianza del difeomorfismo.
Se puede dar una descripción más explícita utilizando tensores. La característica crucial de los tensores utilizados en este enfoque es el hecho de que (una vez dada una métrica) la operación de contracción de un tensor de rango R sobre todos los índices R da un número (un "invariante") que es independiente del sistema de coordenadas utilizado para realizar la contracción. Físicamente, esto significa que si dos observadores cualesquiera calculan el invariante, obtendrán el mismo número, lo que sugiere que el invariante tiene algún significado independiente. Algunas invariantes importantes en relatividad incluyen:
- El escalar de Ricci: {\displaystyle R=R^{\alpha \beta }g_{\alpha \beta }}
- El escalar de Kretschmann:[10] {\displaystyle K=R^{abcd}R_{abcd}}

Otros ejemplos de invariantes en la relatividad incluyen los invariantes electromagnéticos y varios otros invariantes de curvatura. Estos últimos encuentran aplicación en el estudio de la entropía gravitacional y en la hipótesis de la curvatura de Weyl.

### Clasificaciones tensoriales
La clasificación de tensores es un problema puramente matemático. En la relatividad general, sin embargo, ciertos tensores que tienen una interpretación física se pueden clasificar con las diferentes formas del tensor que generalmente corresponden a alguna física. Ejemplos de clasificaciones de tensores útiles en la relatividad general incluyen la clasificación de Segre del tensor de energía-impulso y la clasificación de Petrov del tensor de Weyl. Existen varios métodos para clasificar estos tensores, algunos de los cuales utilizan invariantes tensoriales.

## Campos tensoriales en la relatividad general
Los campos tensoriales en una variedad son aplicaciones que adjuntan un tensor a cada punto de una variedad. Esta noción puede hacerse más precisa introduciendo la idea de fibrado, que en el presente contexto significa reunir todos los tensores en todos los puntos de la variedad, "agrupándolos" así en un gran objeto llamado haz de tensores. En consecuencia, un campo tensorial se define como una aplicación desde la variedad hasta el haz de tensores, estando cada punto {\displaystyle p} asociado con un tensor en {\displaystyle p}.
La noción de campo tensorial es de gran importancia en la relatividad general. Por ejemplo, la geometría alrededor de una estrella se describe mediante un tensor métrico en cada punto, por lo que en cada punto del espacio-tiempo se debe dar el valor de la métrica para resolver las trayectorias de las partículas materiales. Otro ejemplo son los valores de los campos eléctrico y magnético (dados por el tensor de campo electromagnético) y la métrica en cada punto alrededor de un agujero negro cargado para determinar el movimiento de una partícula cargada en dicho campo.
Los campos vectoriales son campos tensoriales de rango uno contravariantes. Los campos vectoriales importantes en la teoría de la relatividad incluyen la cuadrivelocidad, {\displaystyle U^{a}={\dot {x}}^{a}}, que es la distancia coordinada recorrida por unidad de tiempo propio, la cuadriaceleración {\displaystyle A^{a}={\ddot {x}}^{a}} y la cuadricorriente {\displaystyle J^{a}} que describen la carga y las densidades de corriente. Otros campos tensoriales físicamente importantes en la relatividad incluyen los siguientes:
- El tensor de energía-impulso {\displaystyle T^{ab}}, un tensor simétrico de rango dos.
- El tensor de campo electromagnético {\displaystyle F^{ab}}, un tensor antisimétrico de rango dos.

Aunque la palabra "tensor" se refiere a un objeto en un punto, es una práctica común referirse a los campos tensoriales en un espacio-tiempo (o una región del mismo) simplemente como "tensores".
En cada punto de un espacio-tiempo en el que se define una métrica, la métrica se puede reducir a la forma de Minkowski usando la ley de inercia de Sylvester.

## Derivadas tensoriales
Antes de la aparición de la teoría de la relatividad general, los cambios en los procesos físicos se describían generalmente mediante derivadas parciales, por ejemplo, al describir cambios en un campo electromagnético (véanse las ecuaciones de Maxwell). Incluso en la teoría de la relatividad especial, la derivada parcial sigue siendo suficiente para describir tales cambios. Sin embargo, en la relatividad general se encuentra que se deben utilizar derivadas que también sean tensores. Las derivadas tienen algunas características comunes, incluido el hecho de que son derivadas a lo largo de curvas de integración en campos vectoriales.
El problema al definir derivadas en variedades que no son planas, es que no existe una forma natural de comparar vectores en diferentes puntos. Se requiere una estructura adicional en una variedad general para definir derivadas. A continuación se describen dos derivadas importantes que se pueden definir imponiendo una estructura adicional a la variedad en cada caso.

### Conexiones afines
La curvatura de un espacio-tiempo se puede caracterizar tomando un vector en algún punto y transportándolo paralelamente a lo largo de una curva en el espacio-tiempo. Una conexión afín es una regla que describe cómo mover legítimamente un vector en una curva en la variedad sin cambiar su dirección.
Por definición, una conexión afín es una aplicación bilineal {\displaystyle \Gamma (TM)\times \Gamma (TM)\to \Gamma (TM)}, donde {\displaystyle \Gamma (TM)} es un espacio de todos los campos vectoriales en el espacio-tiempo. Esta aplicación bilineal se puede describir en términos de un conjunto de "coeficientes de conexión" (también conocidos como símbolos de Christoffel) que especifican lo que sucede con las componentes de los vectores de una base bajo transporte paralelo infinitesimal:
{\displaystyle \nabla _{e_{i}}e_{j}=\Gamma _{ji}^{k}e_{k}}
A pesar de su apariencia, los coeficientes de conexión no son componentes de un tensor.
En términos generales, existen {\displaystyle D^{3}} coeficientes de conexión independientes en cada punto del espacio-tiempo. La conexión se denomina simétrica o sin torsión, si es {\displaystyle \Gamma _{ji}^{k}=\Gamma _{ij}^{k}}. Una conexión simétrica tiene como máximo {\textstyle {\tfrac {1}{2}}D^{2}(D+1)} coeficientes únicos.
Para cualquier curva {\displaystyle \gamma } y dos puntos {\displaystyle A=\gamma (0)} y {\displaystyle B=\gamma (t)} en esta curva, una conexión afín da lugar a una aplicación de vectores en el espacio tangente en {\displaystyle A} sobre vectores en el espacio tangente en {\displaystyle B}:
{\displaystyle X(t)=\Pi _{0,t,\gamma }X(0)}
y {\displaystyle X(t)} se puede calcular por componentes resolviendo la ecuación diferencial
{\displaystyle {\frac {d}{dt}}X^{i}(t)=\nabla _{C(t)}X^{i}(t)=\Gamma _{jk}^{i}X^{j}(t)C^{k}(t)}
donde {\displaystyle C^{j}(t)} es el vector tangente a la curva en el punto {\displaystyle \gamma (t)}.
Una conexión afín importante en la relatividad general es la conexión de Levi-Civita, que es una conexión simétrica que se obtiene transportando en paralelo un vector tangente en una curva mientras se mantiene constante el producto interno de ese vector en la curva. Los coeficientes de conexión resultantes (símbolos de Christoffel) pueden ser calculados directamente a partir de la métrica. Por esta razón, este tipo de conexión suele denominarse "conexión métrica".

### Derivada covariante
Sea {\displaystyle X} un punto, {\displaystyle {\vec {A}}} un vector ubicado en {\displaystyle X} y {\displaystyle {\vec {B}}} un campo vectorial. La idea de diferenciar {\displaystyle {\vec {B}}} en {\displaystyle X} en la dirección de {\displaystyle {\vec {A}}} de una manera físicamente significativa puede tener sentido eligiendo una conexión afín y una curva suave parametrizada {\displaystyle \gamma (t)} tal que {\displaystyle X=\gamma (0)} y {\textstyle {\vec {A}}={\frac {d}{dt}}\gamma (0)}. La fórmula
{\displaystyle \nabla _{\vec {A}}{\vec {B}}(X)=\lim _{\varepsilon \to 0}{\frac {1}{\varepsilon }}\left[\Pi _{(\varepsilon ,0,\gamma )}{\vec {B}}(\gamma [\varepsilon ])-{\vec {B}}(X)\right]}
para una derivada covariante de {\displaystyle {\vec {B}}} en {\displaystyle {\vec {A}}} asociada con la conexión {\displaystyle \Pi } permite obtener resultados independientes de la curva y puede usarse como una "definición física" de una derivada covariante.
Se puede expresar utilizando coeficientes de conexión:
{\displaystyle \nabla _{\vec {Y}}{\vec {X}}=X^{a}{}_{;b}Y^{b}{\frac {\partial }{\partial x^{a}}}=(X^{a}{}_{,b}+\Gamma _{bc}^{a}X^{c})Y^{b}{\frac {\partial }{\partial x^{a}}}}
La expresión entre paréntesis, denominada derivada covariante de {\displaystyle X} (con respecto a la conexión) y denotada por {\displaystyle \nabla {\vec {X}}}, se utiliza más a menudo en los cálculos:
{\displaystyle \nabla {\vec {X}}=X^{a}{}_{;b}{\frac {\partial }{\partial x^{a}}}\otimes dx^{b}=(X^{a}{}_{,b}+\Gamma _{bc}^{a}X^{c}){\frac {\partial }{\partial x^{a}}}\otimes dx^{b}}
Por lo tanto, una derivada covariante de {\displaystyle X} puede verse como un operador diferencial que actúa sobre un campo vectorial enviándolo a un tensor de tipo (1, 1) (aumentando el índice covariante en 1) y puede generalizarse para actuar sobre campos tensoriales de tipo {\displaystyle (r,s)} enviándolos a campos tensoriales de tipo {\displaystyle (r,s+1)}. Las nociones de transporte paralelo pueden definirse entonces de manera similar a las del caso de los campos vectoriales. Por definición, una derivada covariante de un campo escalar es igual a la derivada regular del campo.
En la literatura, existen tres métodos comunes para denotar la diferenciación covariante:
{\displaystyle D_{a}T_{d\dots e}^{b\dots c}=\nabla _{a}T_{d\dots e}^{b\dots c}=T_{d\dots e;a}^{b\dots c}}
Muchas propiedades estándar de las derivadas parciales regulares también se aplican a las derivadas covariantes:
{\displaystyle {\begin{aligned}\nabla _{a}(X^{b}+Y^{b})&=\nabla _{a}X^{b}+\nabla _{a}Y^{b}\\\nabla _{a}(cX^{b})&=c\nabla _{a}X^{b}&&{\text{ siendo }}c{\text{ una constante}}\\\nabla _{a}(X^{b}Y^{c})&=Y^{c}(\nabla _{a}X^{b})+X^{b}(\nabla _{a}Y^{c})\\\nabla _{a}(f(x)X^{b})&=f\nabla _{a}X^{b}+X^{b}\nabla _{a}f=f\nabla _{a}X^{b}+X^{b}{\partial f \over \partial x^{a}}\\\end{aligned}}}
En la relatividad general, usualmente se hace referencia a "la" derivada covariante, que es la asociada con la conexión afín de Levi-Civita. Por definición, la conexión de Levi-Civita preserva la métrica en transporte paralelo, y por lo tanto, la derivada covariante da cero cuando actúa sobre un tensor métrico (así como su inversa). Significa que se puede tomar el tensor métrico (inverso) dentro y fuera de la derivada y usarlo para subir y bajar índices:
{\displaystyle \nabla _{a}T^{b}=\nabla _{a}(T_{c}g^{bc})=g^{bc}\nabla _{a}T_{c}}

### Derivada de Lie
Otra derivada tensorial importante es la derivada de Lie. A diferencia de la derivada covariante, la derivada de Lie es independiente de la métrica, aunque en la relatividad general se suele utilizar una expresión que aparentemente depende de la métrica a través de la conexión afín. Mientras que la derivada covariante requería una conexión afín para permitir la comparación entre vectores en diferentes puntos, la derivada de Lie utiliza una congruencia de un campo vectorial para lograr el mismo propósito. La idea del arrastre de Lie de una función en una congruencia conduce a una definición de la derivada de Lie, donde la función arrastrada se compara con el valor de la función original en un punto dado. La derivada de Lie se puede definir para campos tensoriales de tipo {\displaystyle (r,s)} y, a este respecto, se puede ver como un mapa que envía un tipo {\displaystyle (r,s)} a un tensor de tipo {\displaystyle (r,s)}.
La derivada de Lie suele denotarse por {\displaystyle {\mathcal {L}}_{X}}, donde {\displaystyle X} es el campo vectorial en cuyo congruencia se toma la derivada de Lie.
La derivada de Lie de cualquier tensor en un campo vectorial se puede expresar mediante las derivadas covariantes de ese tensor y campo vectorial. La derivada de Lie de un escalar es simplemente la derivada direccional:
{\displaystyle {\mathcal {L}}_{X}\phi =X^{a}\nabla _{a}\phi =X^{a}{\frac {\partial \phi }{\partial x^{a}}}}
Los objetos de rango superior adquieren términos adicionales cuando se toma la derivada de Lie. Por ejemplo, la derivada de Lie de un tensor tipo (0, 2) es
{\displaystyle {\mathcal {L}}_{X}T_{ab}=X^{c}\nabla _{c}T_{ab}+(\nabla _{a}X^{c})T_{cb}+(\nabla _{b}X^{c})T_{ac}=X^{c}T_{ab,c}+X_{,a}^{c}T_{cb}+X_{,b}^{c}T_{ac}}
Más generalmente,
{\displaystyle {\begin{aligned}{\mathcal {L}}_{X}&T^{a_{1}\dots a_{r}}{}_{b_{1}\dots b_{s}}=X^{c}(\nabla _{c}T^{a_{1}\dots a_{r}}{}_{b_{1}\ldots b_{s}})-\\&\quad (\nabla _{c}X^{a_{1}})T^{c\ldots a_{r}}{}_{b_{1}\ldots b_{s}}-\cdots -(\nabla _{c}X^{a_{r}})T^{a_{1}\ldots a_{r-1}c}{}_{b_{1}\dots b_{s}}+\\&\quad (\nabla _{b_{1}}X^{c})T^{a_{1}\dots a_{r}}{}_{c\dots b_{s}}+\cdots +(\nabla _{b_{s}}X^{c})T^{a_{1}\dots a_{r}}{}_{b_{1}\dots b_{s-1}c}\end{aligned}}}
De hecho, en la expresión anterior, se puede reemplazar la derivada covariante {\displaystyle \nabla _{a}} por "cualquier" conexión libre de torsión {\displaystyle {\tilde {\nabla }}_{a}} o localmente, por la derivada dependiente de coordenadas {\displaystyle \partial _{a}}, lo que demuestra que la derivada de Lie es independiente de la métrica. Sin embargo, la derivada covariante es conveniente porque conmuta con índices crecientes y decrecientes.
Uno de los principales usos de la derivada de Lie en la relatividad general es el estudio de las simetrías del espacio-tiempo donde se conservan los tensores u otros objetos geométricos. En particular, la simetría de Killing (simetría del tensor métrico bajo arrastre de Lie) aparece muy a menudo en el estudio del espacio-tiempo. Usando la fórmula anterior, se puede escribir la condición que debe cumplirse para que un campo vectorial genere una simetría de Killing:
{\displaystyle {\begin{aligned}{\mathcal {L}}_{X}g_{ab}=0&\Longleftrightarrow \nabla _{a}X_{b}+\nabla _{b}X_{a}=0\\&\Longleftrightarrow X^{c}g_{ab,c}+X_{,a}^{c}g_{bc}+X_{,b}^{c}g_{ac}=0\end{aligned}}}

## Tensor de curvatura de Riemann
Una característica crucial de relatividad general es el concepto de variedad curva. Una forma útil de medir la curvatura de una variedad es con un objeto llamado tensor de Riemann (curvatura).
Este tensor mide la curvatura mediante el uso de una conexión afín considerando el efecto del transporte paralelo sobre un vector entre dos puntos en dos curvas. La discrepancia entre los resultados de estas dos rutas de transporte paralelas se cuantifica esencialmente mediante el tensor de curvatura.
Esta propiedad del tensor de Riemann se puede utilizar para describir cómo divergen las geodésicas inicialmente paralelas. Esto se expresa mediante la ecuación de desviación geodésica y significa que las fuerzas de marea experimentadas en un campo gravitatorio son el resultado de la curvatura del espacio-tiempo.
Utilizando el procedimiento anterior, el tensor de Riemann se define como un tensor del tipo (1, 3) y, cuando se utiliza su expresión completa, contiene explícitamente los símbolos de Christoffel y sus primeras derivadas parciales. El tensor de Riemann tiene 20 componentes independientes. La desaparición de todos estos componentes en una región indica que el espacio-tiempo es plano en esa región. Desde el punto de vista de la desviación geodésica, esto significa que las líneas geodésicas inicialmente paralelos en esa región del espacio-tiempo permanecerán paralelos.
El tensor de Riemann tiene una serie de propiedades a las que a veces se hace referencia como symmetries of the Riemann tensor. De particular relevancia para relatividad general son las identidades algebraicas y diferenciales de Bianchi.
La conexión y la curvatura de cualquier Variedad de Riemann están estrechamente relacionadas, la teoría de holonomía, que se forma tomando mapas lineales definidos por transporte paralelo alrededor de curvas en la variedad, proporciona una descripción de esta relación.
Lo que el tensor de Riemann nos permite hacer es decir, matemáticamente, si un espacio es plano o, si es curvo, cuánta curvatura tiene lugar en una región determinada. Para derivar el tensor de curvatura de Riemann primero debemos recordar la definición de derivada covariante de un tensor con uno y dos índices:
1. {\displaystyle \nabla _{\mu }V_{\nu }=\partial _{\mu }V_{\nu }-\Gamma ^{\rho }{}_{\mu \nu }V_{\rho }}
2. {\displaystyle \nabla _{\sigma }[V_{\mu \nu }]=\partial _{\sigma }V_{\mu \nu }-\Gamma ^{\rho }{}_{\mu \sigma }V_{\rho \nu }-\Gamma ^{\rho }{}_{\nu \sigma }V_{\mu \rho }}
Para la formación del tensor de Riemann, la derivada covariante se toma dos veces con respecto a un tensor de rango uno. La ecuación se establece de la siguiente manera:
{\displaystyle {\begin{aligned}\nabla _{\sigma ;\mu }V_{\nu }&=\nabla _{\sigma }[\nabla _{\mu }V_{\nu }]\\&=\partial _{\sigma }[\nabla _{\mu }V_{\nu }]-\Gamma ^{\rho }{}_{\mu \sigma }[\nabla _{\rho }V_{\nu }]-\Gamma ^{\rho }{}_{\nu \sigma }[\nabla _{\mu }V_{\rho }]\\&=\partial _{\sigma }[\partial _{\mu }V_{\nu }-\Gamma ^{\alpha }{}_{\nu \mu }V_{\alpha }]-\Gamma ^{\rho }{}_{\mu \sigma }[\partial _{\rho }V_{\nu }-\Gamma ^{\alpha }{}_{\nu \rho }V_{\alpha }]-\Gamma ^{\rho }{}_{\nu \sigma }[\partial _{\mu }V_{\rho }-\Gamma ^{\alpha }{}_{\rho \mu }V_{\alpha }]\\&=\partial _{\sigma }\partial _{\mu }V_{\nu }-\partial _{\sigma }(\Gamma ^{\alpha }{}_{\nu \mu }V_{\alpha })-\Gamma ^{\rho }{}_{\mu \sigma }\partial _{\rho }V_{\nu }+\Gamma ^{\rho }{}_{\mu \sigma }\Gamma ^{\alpha }{}_{\nu \rho }V_{\alpha }-\Gamma ^{\rho }{}_{\nu \sigma }\partial _{\mu }V_{\rho }+\Gamma ^{\rho }{}_{\nu \sigma }\Gamma ^{\alpha }{}_{\rho \mu }V_{\alpha }\\&=\partial _{\sigma }\partial _{\mu }V_{\nu }-\partial _{\sigma }(\Gamma ^{\alpha }{}_{\nu \mu })V_{\alpha }-\Gamma ^{\alpha }{}_{\nu \mu }\partial _{\sigma }(V_{\alpha })-\Gamma ^{\rho }{}_{\mu \sigma }\partial _{\rho }V_{\nu }+\Gamma ^{\rho }{}_{\mu \sigma }\Gamma ^{\alpha }{}_{\nu \rho }V_{\alpha }-\Gamma ^{\rho }{}_{\nu \sigma }\partial _{\mu }V_{\rho }+\Gamma ^{\rho }{}_{\nu \sigma }\Gamma ^{\alpha }{}_{\rho \mu }V_{\alpha }\end{aligned}}}
De manera similar, se tiene que:
{\displaystyle \nabla _{\mu ;\sigma }V_{\nu }=\partial _{\mu }\partial _{\sigma }V_{\nu }-\partial _{\mu }(\Gamma ^{\alpha }{}_{\nu \sigma })V_{\alpha }-\Gamma ^{\alpha }{}_{\nu \sigma }\partial _{\mu }(V_{\alpha })-\Gamma ^{\rho }{}_{\sigma \mu }\partial _{\rho }V_{\nu }+\Gamma ^{\rho }{}_{\sigma \mu }\Gamma ^{\alpha }{}_{\nu \rho }V_{\alpha }-\Gamma ^{\rho }{}_{\nu \mu }\partial _{\sigma }V_{\rho }+\Gamma ^{\rho }{}_{\nu \mu }\Gamma ^{\alpha }{}_{\rho \sigma }V_{\alpha }}
Restando las dos ecuaciones, intercambiando índices ficticios y usando la simetría de los símbolos de Christoffel se obtiene:
{\displaystyle \nabla _{\sigma ;\mu }V_{\nu }-\nabla _{\mu ;\sigma }V_{\nu }=(\partial _{\mu }\Gamma ^{\alpha }{}_{\nu \sigma }-\partial _{\sigma }\Gamma ^{\alpha }{}_{\nu \mu }+\Gamma ^{\rho }{}_{\nu \sigma }\Gamma ^{\alpha }{}_{\rho \mu }-\Gamma ^{\rho }{}_{\nu \mu }\Gamma ^{\alpha }{}_{\rho \sigma })V_{\alpha }}
o
{\displaystyle R_{\nu \mu \sigma }^{\alpha }V_{\alpha }=(\partial _{\mu }\Gamma ^{\alpha }{}_{\nu \sigma }b-\partial _{\sigma }\Gamma ^{\alpha }{}_{\nu \mu }+\Gamma ^{\rho }{}_{\nu \sigma }\Gamma ^{\alpha }{}_{\rho \mu }-\Gamma ^{\rho }{}_{\nu \mu }\Gamma ^{\alpha }{}_{\rho \sigma })V_{\alpha }}
Finalmente, el tensor de curvatura se escribe como:
{\displaystyle R_{\nu \mu \sigma }^{\alpha }=\partial _{\mu }\Gamma ^{\alpha }{}_{\nu \sigma }-\partial _{\sigma }\Gamma ^{\alpha }{}_{\nu \mu }+\Gamma ^{\rho }{}_{\nu \sigma }\Gamma ^{\alpha }{}_{\rho \mu }-\Gamma ^{\rho }{}_{\nu \mu }\Gamma ^{\alpha }{}_{\rho \sigma }}
Se pueden contratar índices para hacer que el tensor sea covariante simplemente multiplicando por la métrica, lo que será útil cuando se trabaje con las ecuaciones del campo de Einstein
{\displaystyle g_{\alpha \lambda }R_{\nu \mu \sigma }^{\lambda }=R_{\alpha \nu \mu \sigma }}
y mediante otra descomposición,
{\displaystyle g^{\alpha \mu }R_{\alpha \nu \mu \sigma }=R_{\nu \sigma }}
Este tensor se llama tensor de Ricci y también se puede derivar estableciendo que {\displaystyle \alpha } y {\displaystyle \mu } en el tensor de Riemann con el mismo índice y sumándolos. Entonces, la curvatura escalar de Ricci se puede encontrar yendo un paso más allá,
{\displaystyle g^{\nu \sigma }R_{\nu \sigma }=R}
Entonces se tienen tres objetos diferentes,
1. El tensor de curvatura: {\displaystyle R_{\nu \mu \sigma }^{\alpha }} o {\displaystyle R_{\alpha \nu \mu \sigma }}
2. El tensor de Ricci: {\displaystyle R_{\nu \sigma }}
3. La curvatura escalar de Ricci: {\displaystyle R}

todos ellos útiles para calcular soluciones a las ecuaciones de campo de Einstein.

## Tensor de energía-impulso
Las fuentes de cualquier campo gravitatorio (materia y energía) están representadas en la relatividad por un tensor simétrico de tipo (0, 2) llamado tensor de energía-impulso. Está estrechamente relacionado con el tensor de Ricci. Al ser un tensor de segundo rango en cuatro dimensiones, el tensor de energía-momento puede verse como una matriz de 4 por 4. Los diversos tipos de matrices admisibles, llamadas formas canónicas de Jordan, no son todos físicamente válidos, dado que la condición de energía que el tensor de energía-momento se ve obligado a satisfacer descarta ciertas formas.

### Conservación de la energía
En la relatividad especial y general existe una ley "local" para la conservación de la energía-momento. Se puede expresar sucintamente mediante la ecuación tensorial:
{\displaystyle T^{ab}{}_{;b}=0}
Esto ilustra el principio intuitivo de que "las derivadas parciales se convierten en derivadas covariantes".

## Ecuaciones de campo de Einstein
Las ecuaciones de campo de Einstein (ECE) son el núcleo de la teoría de la relatividad general, y describen cómo la masa y la energía (representadas mediante el tensor de energía-impulso) se relacionan con la curvatura del espacio-tiempo (representada por el tensor de Einstein). En notación índexada abstracta, las ecuaciones de campo de Einstein expresan las relaciones siguientes:
{\displaystyle G_{ab}+\Lambda g_{ab}={\frac {8\pi G}{c^{4}}}T_{ab}}
donde {\displaystyle G_{ab}} es el tensor de Einstein, {\displaystyle \Lambda } es la constante cosmológica, {\displaystyle g_{ab}} es el tensor métrico, {\displaystyle c} es la velocidad de la luz en el vacío y {\displaystyle G} es la constante de gravitación universal, que proviene de Ley de gravitación universal.
Al ser ecuaciones diferenciales no lineales para la métrica, suelen ser difíciles de resolver, siendo sus soluciones tensores métricos. Hay una serie de estrategias que se utilizan para resolverlas. Por ejemplo, una estrategia es comenzar con un ansatz (o una suposición fundamentada) de la métrica final y refinarla hasta que sea lo suficientemente específica para soportar un sistema de coordenadas, todavía lo suficientemente general como para producir un conjunto de ecuaciones diferenciales simultáneas con incógnitas que puedan ser despejadas. Los tensores métricos resultantes de casos en los que las ecuaciones diferenciales resultantes se pueden resolver exactamente para una distribución físicamente razonable de energía-momento se denominan sistemas hamiltonianos integrables. Ejemplos de soluciones exactas importantes incluyen la métrica de Schwarzschild y la solución de Friedman-Lemaître-Robertson-Walker.
La aproximación EIH (según el método de Einstein-Infeld-Hoffmann) más otras referencias (por ejemplo, Geroch y Jang, 1975 - 'Movimiento de un cuerpo en la relatividad general', JMP, Vol. 16, Número 1).

## Ecuaciones geodésicas
Una vez resueltas las ecuaciones de campo de Einstein para obtener una métrica, queda determinar el movimiento de los objetos inerciales en el espacio-tiempo. En la relatividad general, se supone que el movimiento inercial se produce según líneas geodésicas temporales y nulas del espaciotiempo, según lo parametrizado de acuerdo con el tiempo propio. Las líneas geodésicas son curvas que transportan paralelamente su propio vector tangente {\displaystyle {\vec {U}}}; es decir, {\displaystyle \nabla _{\vec {U}}{\vec {U}}=0}. Esta condición, la ecuación geodésica, se puede escribir en términos de un sistema de coordenadas {\displaystyle x^{a}} con el vector tangente {\displaystyle U^{a}={\frac {dx^{a}}{d\tau }}}:
{\displaystyle {\ddot {x}}^{a}+{\Gamma ^{a}}_{bc}\,{\dot {x}}^{b}\,{\dot {x}}^{c}=0}
donde {\displaystyle {\dot {}}} denota la derivada en el tiempo propio, {\displaystyle d/d\tau }, con τ parametrizando el tiempo propio en la curva y haciendo manifiesta la presencia de los símbolos de Christoffel.
Una característica principal de la relatividad general es determinar las trayectorias de las partículas y la radiación en los campos gravitatorios. Esto lo logra resolviendo las ecuaciones geodésicas.
Las ecuaciones de campo de Einstein relacionan la distribución total de materia (energía) con la curvatura del espacio-tiempo. Su no linealidad plantea un problema a la hora de determinar el movimiento preciso de la materia en el espacio-tiempo resultante. Por ejemplo, en un sistema compuesto por un planeta que orbita alrededor de una estrella, el movimiento del planeta se determina resolviendo las ecuaciones de campo con el tensor de energía-momento, el resultado de considerar conjuntamente el planeta y la estrella. El campo gravitatorio del planeta afecta a la geometría total del espacio-tiempo y, por lo tanto, al movimiento de los objetos. Por lo tanto, es razonable suponer que las ecuaciones de campo se pueden utilizar para deducir las ecuaciones geodésicas.
Cuando el tensor de energía-momento de un sistema es el de una nube de polvo, se puede demostrar utilizando la ley de conservación local para el tensor de energía-momento que las ecuaciones geodésicas se satisfacen exactamente.

## Formulación lagrangiana
Muchos investigadores consideran atractiva la cuestión de deducir las ecuaciones del movimiento o las ecuaciones de campo en cualquier teoría física. Una forma bastante universal de realizar esta tarea es mediante el uso de las técnicas del cálculo de variaciones, siendo los principales objetos utilizados en esto los lagrangianos.
También consideran que este enfoque es una forma elegante de construir una teoría, pero otros físicos simplemente lo ven como una manera de expresar formalmente una teoría (normalmente, la construcción lagrangiana se realiza "después" de que se haya desarrollado la teoría).

## Técnicas matemáticas para analizar el espacio-tiempo
Habiendo esbozado las estructuras matemáticas básicas utilizadas para formular la teoría, ahora se discutirán algunas técnicas matemáticas importantes que se emplean en la investigación del espacio-tiempo.

### Campos de referencia
Un campo de referencia es un conjunto de 4 elementos ortonormales de un campo vectorial (1 temporal, 3 espaciales) definidos en un espacio-tiempo. Se puede considerar que cada campo de cuadro representa un observador en el espacio-tiempo que se mueve en las curvas integrales del campo vectorial temporal. Cada cantidad tensorial se puede expresar en términos de un campo de referencia. En particular, el tensor métrico adopta una forma particularmente conveniente. Cuando se combinan con campos cosistemáticos, los campos de referencia proporcionan una poderosa herramienta para analizar el espacio-tiempo e interpretar físicamente los resultados matemáticos.

### Campos vectoriales de simetría
Algunas técnicas modernas para analizar el espacio-tiempo dependen en gran medida del uso de sus simetrías, que son generadas infinitamente por campos vectoriales (generalmente definidos localmente) en un espacio-tiempo que preserva alguna característica del espacio-tiempo. El tipo más común de tales "campos vectoriales de simetría" incluyen los vectores de Killing (que preservan la estructura métrica) y sus generalizaciones llamadas "campos vectoriales de Killing generalizados". Los campos vectoriales de simetría encuentran una amplia aplicación en el estudio de soluciones exactas en la relatividad general y el conjunto de todos esos campos vectoriales suele formar un álgebra de Lie de dimensión finita.

### El problema de Cauchy
El problema de Cauchy (a veces llamado problema del valor inicial) es la búsqueda de una solución a una ecuación diferencial dadas las condiciones iniciales. En el contexto de la relatividad general, significa el problema de encontrar soluciones a las ecuaciones del campo de Einstein, un sistema de ecuaciones hiperbólica en derivadas parciales, dados algunos datos iniciales sobre una hipersuperficie. El estudio del problema de Cauchy permite formular el concepto de causalidad en la relatividad general, así como obtener soluciones "parametrizadas" de las ecuaciones de campo. Idealmente se desea encontrar "soluciones globales", pero normalmente las "soluciones locales" son lo mejor que se puede esperar. Por lo general, resolver el problema del valor inicial requiere la selección de unas condiciones de coordenadas particulares.

### Formalización con espinores
Los espinores encuentran varias aplicaciones importantes en la relatividad. Su uso como método para analizar el espacio-tiempo utilizando tétradas, en particular, en el formalismo de Newman-Penrose, es importante.
Otra característica atractiva de los espinores en la relatividad general es la forma condensada en la que se pueden escribir algunas ecuaciones tensoriales utilizando el formalismo de espinores. Por ejemplo, al clasificar el tensor de Weyl, determinar los distintos tipos de Petrov resulta mucho más fácil en comparación con su equivalentes expresiones tensoriales.

### Cálculo de Regge
El cálculo de Regge es un formalismo que divide una variedad de Lorentz en 'trozos' discretos ( simplicial block de cuatro dimensiones) y las longitudes de los bordes del bloque se toman como variables básicas. Se obtiene una versión discreta del Acción de Einstein-Hilbert considerando los llamados "ángulos de déficit" de estos bloques, un ángulo de déficit cero correspondiente a ninguna curvatura. Esta novedosa idea encuentra aplicación en métodos de aproximación en relatividad numérica y gravedad cuántica, este último utilizando una generalización del cálculo de Regge.

### Teoremas de singularidad
En la relatividad general, se observó que, en condiciones bastante genéricas, se puede producir inevitablemente el colapso gravitatorio en la denominada singularidad gravitacional. Una singularidad es un punto donde las soluciones de las ecuaciones se vuelven infinitas, lo que indica que la teoría se ha puesto a prueba en rangos inadecuados.

### Relatividad numérica
La relatividad numérica es el subcampo de la relatividad general que busca resolver las ecuaciones de Einstein mediante el uso de métodos numéricos. Los métodos de diferencias finitas, el método de los elementos finitos y los métodos seudoespectrales se utilizan para aproximar la solución a las ecuaciones en derivadas parciales que surgen. Las técnicas novedosas desarrolladas por la relatividad numérica incluyen el método de escisión y el método de punción para abordar las singularidades que surgen en el espacio-tiempo de los agujeros negros. Entre los temas de investigación comunes de este campo figuran los agujeros negros y las estrellas de neutrones.

### Métodos de perturbación
La no linealidad de las ecuaciones del campo de Einstein a menudo lleva a considerar métodos de aproximación para resolverlos. Por ejemplo, un enfoque importante es linealizar las ecuaciones de campo. Las técnicas de la teoría perturbacional encuentran amplia aplicación en dichas áreas.